# Linkenberg
Der Linkenberg (auch Linken-Berg) ist ein 126,7 m ü. NHN hoher Berg in der Egge, einem nördlich dem Hauptkamm des Wiehengebirges vorgelagerten Höhenzug südlich von Preußisch Oldendorf in Nordrhein-Westfalen.

## Lage und Beschreibung
Der überwiegend dicht bewaldete Berg präsentiert sich von Süden betrachtet als kaum markanter Nebengipfel bzw. Sporn des südlich gelegenen und auf über 200 m ansteigenden Schwarzen Brinks. Dem Umstand, dass der Berg weit an die Stadt Preußisch Oldendorf heranreicht und den südwestlichen Abschluss des markanten Tales mit der volkstümlichen Bezeichnung Oldendorfer Schweiz bildet, verdankt er wohl – ähnlich wie der Steinbrink als „Hausberg“ des westlich gelegenen Lintorfs – seine Benennung in amtlichen Kartenwerken; eine rund 164 m ü. NHN hohe und rund 700 m westlich gelegene Erhebung ist dagegen namenlos. Am Südhang des Linkenbergs befindet sich im Wald der jüdische Friedhof Preußisch Oldendorfs. Am nordwestlichen Gebirgsfuß liegt das ehemalige Lufttanklager 2/VI an der Bahnstrecke Bohmte Holzhausen. An seinem nördlichen Fuß, bereits außerhalb des Waldgebiets, entspringt der Schröttinghauser Bach, der im späteren Verlauf Heithöfer Bach genannt wird und das Gebiet Richtung Hunte entwässert; der nördliche und östliche Teil entwässert über den Großen Dieckfluss Richtung Große Aue.

## Steinbruch
Im nördlichen Teil des Linkenbergs liegt ein aufgelassenes Steinbruchgelände, das als paläontologisches Denkmal auf der Denkmalliste eingetragen ist. Das Gelände weist fossilführende Schichtenfolgen vom Oberen Dogger bis in den Mittleren Malm auf; es ist der einzige Aufschluss im Jura des Wiehengebirges. Der Steinbruch lieferte der 1904 gegründeten, nördlich am Gebirgsfuß gelegenen Ziegelei Schieferton; auch gebrannter und gelöschter Kalk sowie Bruchsteine wurden angeboten. In Loren einer Bremsbahn gelangte das Material auf kurzem, steilem Wege zur Ziegelei. 1937 war Schieferton genügender Qualität nicht mehr vorhanden. Das Bodendenkmal ist durch einen geologischen Lehrpfad erschlossen.